# 3D Monster Maze
3D Monster Maze (traduit par : labyrinthe 3D avec monstre) est un jeu vidéo sorti sur Sinclair ZX81, créé en 1981 par Malcolm Evans. C'est le premier jeu vidéo en 3D sorti sur ordinateur personnel.

## Système de jeu
Basé sur un algorithme de génération aléatoire de labyrinthe en 2D, le joueur peut s'y déplacer grâce à la capacité du ZX81 de basculer rapidement d'un graphisme plein écran à un autre. Cette capacité est utilisée comme frames d'animation par Malcolm pour afficher les sections 3D de son labyrinthe.
Le joueur est chassé par un tyrannosaure nommé Rex pour accentuer la sensation de claustrophobie créée par l'affichage monochrome des labyrinthes. Des indications à l'écran s'affichent lorsque le joueur se retrouve proche ou est repéré par Rex, ce qui l'incite à fuir.
Le jeu est basé sur un système de score accumulé grâce au nombre de pas effectué par le joueur, le tout situé dans de multiples labyrinthes où le point de départ et la sortie sont changés à chaque partie.

## Réussite commerciale
À la fin de la création du jeu, Malcolm examine le marché vidéoludique de l'époque et découvre ainsi pourquoi son jeu se vend si bien : « C'est là que j'ai découvert qu'ils étaient tous en 2D. Ça m'a vraiment surpris, que 3D Monster Maze se vende si bien. ».
Les ventes du jeu de Malcolm sont d'une telle portée que celle-ci le sauve du chômage : « Quand les ventes ont commencé à décoller, la société pour laquelle je bossais, Sperry Gyroscope, a fermé. Je me suis retrouvé au chômage pile au bon moment ! ».
En convainquant WHSmith d'acheter directement 10 000 exemplaires de 3D Monster Maze, Malcolm Evans prévoit d'écrire une suite du jeu, qui se déroulerait durant la Première Guerre mondiale avant de se rendre compte de l'impossibilité d'afficher correctement des biplans sans changer la bibliothèque de caractères du ZX81 pour augmenter la résolution graphique apparente.
Ce second jeu deviendra 3D Defender. Un jeu de combat spatial.